# نوزادکشی در گوشت‌خواران

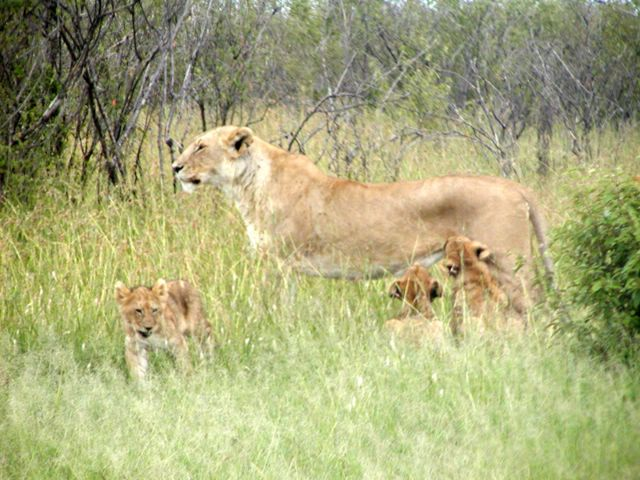
توله‌های شیر اغلب قربانیان نوزادکشی غیروالدینی از نرهای غاصب هستند.

نوزادکشی (به انگلیسی: Infanticide) کشتن نوزاد پس از تولد است. در جانورشناسی، این رفتار معمولاً به کشتن و در برخی موارد مصرف جانوران تازه متولدشده توسط والدین یا بزرگسالان غیروابسته یک گونه اشاره دارد. در گوشتخواران، مرتکب نوزادکشی از سوی یک نر غیروابسته برای ایجاد پذیرش جنسی در ماده‌ها، نامعمول نیست. نوزادکشی والدین گاهی نتیجه استرس شدید توسط نفوذ انسان است.
گروه‌هایی از خدنگ‌های نواری دیده شده‌اند که اعضای گروه‌های دیگر را بدون دلیل تاییدشده ربوده و/یا می‌کشند، هرچند نظریه‌های زیادی در این زمینه ارائه شده‌است.

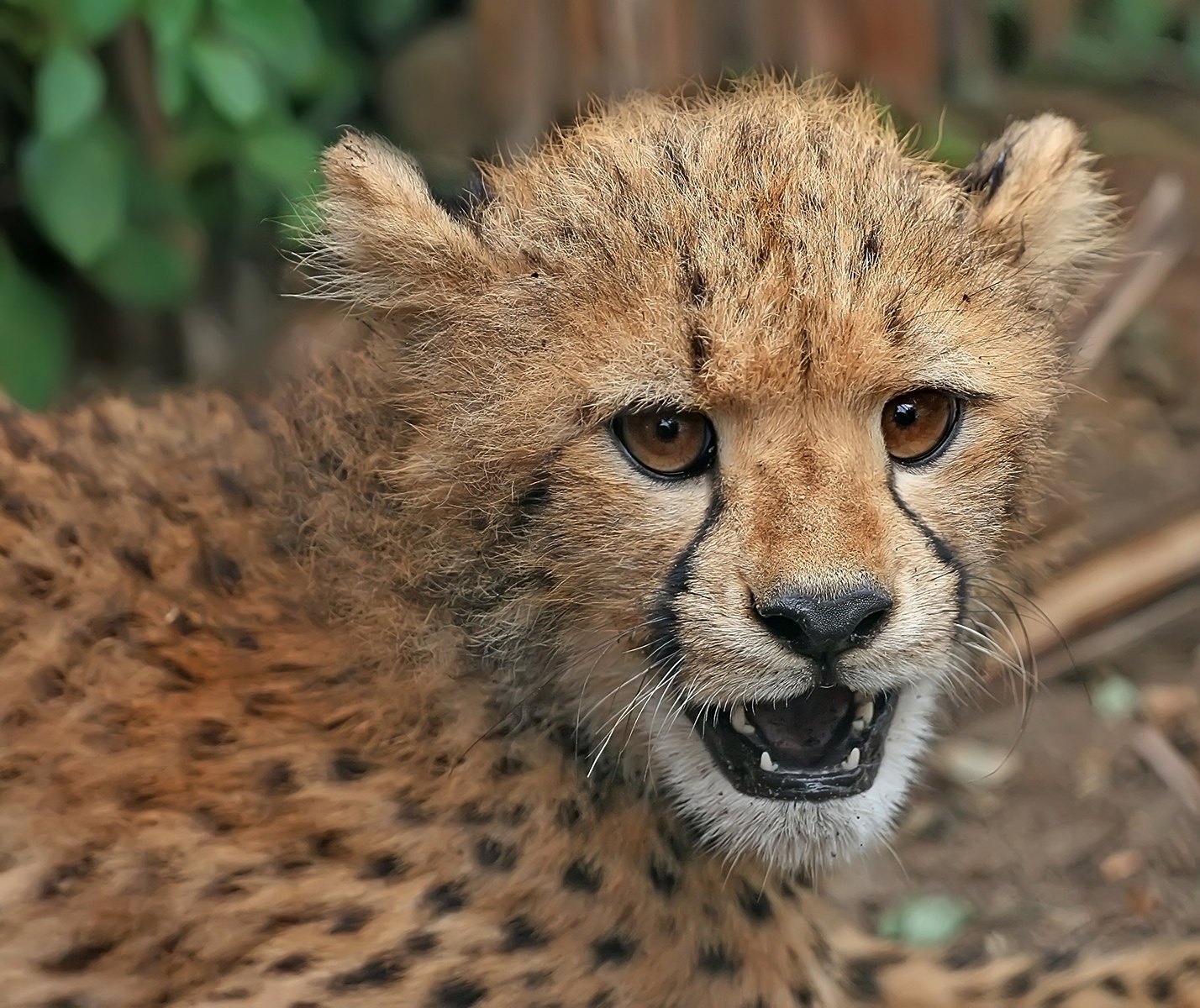
با توجه به رفتار تولیدمثلی یوزپلنگ ماده، بعید است که نرها مرتکب نوزادکشی شوند.